# TSV 1861 Zirndorf
Der TSV 1861 Zirndorf ist ein 1861 gegründeter Sportverein aus der mittelfränkischen Stadt Zirndorf.

## Geschichte
Der 1861 gegründete TSV Zirndorf bietet neben Handball auch die Sportarten Aikido, Badminton, Fußball, Leichtathletik, Ringen, Schwimmen, Skisport, Tennis, Triathlon und Volleyball an.
Am 16. April 1946 wurde der ASV Zirndorf gegründet, der aus den Vereinen TSV 1861 Zirndorf, 1. FC Zirndorf, SpVgg Zirndorf, ATSV Jahn Zirndorf und dem Radfahrverein Solidarität Zirndorf bestand. Zwei Jahre später löste sich der TSV 1861 Zirndorf wieder aus dem ASV und wurde wieder selbstständig.

## Handball
Überregional bekannt ist der TSV 1861 Zirndorf durch seine Handballabteilung, die sich 1966 als bayerischer Vizemeister überraschend für die Staffel Süd der neugeschaffenen Handball-Bundesliga qualifizieren konnte. Im entscheidenden Platzierungsspiel bei der Vorrunde zur Süddeutschen Meisterschaft schlugen die Zirndorfer dabei den mehrmaligen Deutschen Meister Frisch Auf Göppingen mit 3:2 und qualifizierten sich so anstatt der Göppinger für die Finalrunde der Süddeutschen Meisterschaft und damit auch für die Bundesliga. Dort wurde der TSV am Ende der Saison 1966/67 Tabellenletzter, was den sofortigen Abstieg zur Folge hatte. Ein erneutes Vorstoßen in die Bundesliga gelang den Zirndorfern nicht mehr. 1968 scheiterte der TSV als Bayerischer Meister in der süddeutschen Aufstiegsrunde zur Bundesliga als Zweiter knapp am württembergischen Vertreter TS Esslingen. Für die 1969 als neue zweithöchste Spielklasse unter der Bundesliga geschaffene Regionalliga Süd konnten sich die Zirndorfer nicht sofort qualifizieren. Erst 1971 gelang der Aufstieg dorthin, 1973 stieg der TSV jedoch als Tabellenletzter wieder ab. Als Bayerischer Pokalsieger haben sich 1985 die TSV-Handballer für die erste Hauptrunde des DHB-Pokals qualifiziert. Die Handballabteilung spielt seit 2000 unter dem Namen HG Zirndorf. Die Zirndorfer Handballer nehmen mit zwei Herrenmannschaften und drei Damenteams am Spielbetrieb des BHV teil. Die 1. Herrenmannschaft spielt derzeit in der Bezirksoberliga und das 1. Damenteam in der Bayernliga (4. Liga).

### Erfolge
| Männer - Aufstieg in die 1. Handball Bundesliga 1966 - DHB-Pokal Hauptrundeneilnehmer 1985/86 - Süddeutscher Vizemeister 1968 - Bayerischer Meister (2. Liga) 1968 - Aufstieg in die Regionalliga (2. Liga) 1971 - Bayerischer Meister (3. Liga) 1971 - Bayerischer Vizemeister (2. Liga) 1966 - Bayerischer Pokalsieger 1985 - Nordbayerischer Verbandsligameister (3. Liga) 1961 | Frauen - Aufstieg in die 3. Liga (Handball) 2016 - Bayerischer Meister (4. Liga) 2016 - Bayerischer Pokalsieger 2016 - Bayerischer Vizemeister 2019 - Nordbayerischer Vizemeister (4. Liga) 2023 - DHB-Pokal Hauptrundenteilnehmer 2016/17 - Aufstieg in die Bayernliga 2012 - Nordbayerischer Landesligameister 2012 |

Im Jugendbereich gehen die Teams ab der D-Jugend in die JSG Fürter Land, wo sie bis zur A-Jugend bleiben.

### Spielerpersönlichkeit
- Steffen Weinhold